# Valerio Amico
Valerio Teodoro Edvin Amico, född 2 april 1956, är en svensk skådespelare.

## Filmografi
- 1998 – Trauma
- 2000 – Plastpappan - Charlie
- 2002 – I.D.B.A.V. - TV-programledare
- 2003 – Paragraf 9 (TV-serie)
- 2003 – Jesus från Hökarängen - Collin
- 2004 – Zombie Psycho STHLM - Überzombien
- 2005 – Blodsbröder
- 2006 – Sökarna – Återkomsten
- 2007 – Beck – Den japanska shungamålningen - Peve Anrell

### Fotnoter
1. ↑  ”Valerio Amicos”. Svensk Filmdatabas. http://www.sfi.se/sv/svensk-filmdatabas/Item/?type=PERSON&itemid=267685&ref=%2ftemplates%2fSwedishFilmSearchResult.aspx%3fid%3d1225%26epslanguage%3dsv%26searchword%3dValerio+Amico%26type%3dPerson%26match%3dBegin%26page%3d1%26prom%3dFalse. Läst 21 september 2012.